# اتوبوس توئی
اتوبوس توئی (انگلیسی: Toei Bus) یک سرویس اتوبوس است که توسط بخش خدمات اتوبوسرانی، اداره حمل و نقل توکیو (東京都交通局، Tōkyō-to Kōtsū-kyoku) اداره می‌شود. به آن به اتوبوس (都バス، توباسو) نیز می‌گویند. این دفتر عمدتاً مسیرهای اتوبوس را در مناطق ویژه توکیو و همچنین مسیرهای شهر اومه، توکیو در منطقه تاما اجرا می‌کند.